# HD 23005
HD 23005，又名BD+66 284，SAO 12890、HR 1124，是一颗恒星，视星等为5.8，位于銀經138.68，銀緯9.84，其B1900.0坐标为赤經3h 36m 32.7s，赤緯+66° 9.84′ 17″。